# Csíkhelyi Lenke
Csíkhelyi Lenke (Újvidék, 1944. április 14. –) magyar műfordító, történész.

## Élete
Csíkhelyi (Pejtsik) Béla (1909–1985) MÁV-tiszt és Grabenhofer Margit (1912–2003) gyermekeként született. Iskolai tanulmányait Békéscsabán, Kaposváron és Pécsett végezte. A pécsi Művészeti Gimnáziumban érettségizett, zongora szakon. 1968-ban az Eötvös Loránd Tudományegyetem Bölcsészettudományi Karán magyar-bolgár szakon szerzett diplomát. 
1968-tól a Móra Könyvkiadónál szerkesztőként dolgozott, majd visszakerült az ELTE-re, egyetemi oktatónak, ahol 27 éven át tanított. Közben öt évet Bulgáriában töltött, a Szófiai Egyetemen magyar nyelvet oktatott. Bölcsészdoktor, a történelemtudomány kandidátusa. 
1999 óta Kisszékelyen él, ahol 2004 szeptembere óta könyvtárosként dolgozik.

## Főbb művei
Műfordításai
- Geogi Misev: Legalább medvét láttunk volna! (illusztrálta Kondor Lajos, Móra Kiadó, Budapest, 1968)
- Ivan Osztrikov: Csodálatos nap (illusztrálta Gaál Éva, Móra, Kiadó, Budapest, 1969)
- Ravasz Péter (bolgár népmesék, többekkel, Móra Kiadó, Budapest, 1971)
- Sztaniszlav Sztratiev: Vadkacsa a fák között (Európa, Kiadó, Budapest, 1972)
- Angel Karalijcsev: Három mese (illusztrálta Ljuben Zidarov, Izdatelsztvo Balgarszki Hudozsnik, 1972)
- Még egyszer a delfinekről (mai bolgár elbeszélők, többekkel, Európa Kiadó, Budapest, 1973)
- Georgi Misev: Matriarchátus (kisregény, Európa, Kiadó, Budapest, 1977)
- Petar Hadzsiiivanov: Az Alpokig az Első Bolgár Hadsereggel (Zrinyi Katonai, Kiadó, Budapest, 1978)
- Todor Zsivkov: Beszédek, cikkek (Bődey Józseffel és Rákosi Gáborral, Kossuth Kiadó, Budapest, 1979)
- A rózsaszínű pelikán (elbeszélések, többekkel, Európa Kiadó, Budapest, 1980)
- Ivan Vazov: És parazsából új tüzünk gyúl! (kisregények és elbeszélések, Szenczei Lászlóval és Dudás Gyulával, Európa Kiadó, Budapest, 1982)
- Mars irgalma (válogatás a bolgár irodalom legjobb katonaelbeszéléseiből, többekkel, Zrinyi Katonai Kiadó, Budapest, 1983)
- Jordan Radicskov: Repülési kísérlet / Lazarica (Európa, Kiadó, Budapest, 1984)
- Szlav Hr. Karaszlov: Kereszt és pisztoly (Lapkiadó, Budapest, 1987)
- Vera Mutafcsieva: Nagy Alkibiadész (Európa, Kiadó, Budapest, 1988)
- A mutáns egzotikuma (bolgár posztmodern esszék, Krasztev Péterrel, Orpheusz Kiadó, Budapest, 1993)
- Miglena Nikolcsina: Jelentés és anyagyilkosság (Virginia Woolf Julia Kristeva olvasatában, Balassi Kiadó, Budapest, 2004)
- Plamen Pavlov – Jordan Janev: A bolgárok rövid története (Napkút Kiadó, Budapest, 2005)
- Almák (kortárs bolgár elbeszélők antológiája, többekkel, Napkút Kiadó, Budapest, 2009)
- Madárezrdes (kortárs bolgár drámák, többekkel, Napkút Kiadó, Budapest, 2015)

Novellafordítások
- Galaktika